# Gazella marica
Gazella marica (anteriormente Gazella subgutturosa marica) conocida como gacela de arena árabe o reem (árabe: ريم) es una especie de gacela nativa de los desiertos sirio y árabe. Hoy sobrevive en la naturaleza en poblaciones pequeñas y aisladas de Arabia Saudita, los Emiratos Árabes Unidos, Omán y el sureste de Turquía. Pequeños números también pueden estar presentes en Kuwait, Irak, Jordania y Siria. Se cree que la población total de gacelas salvajes de arena es inferior a 3.000. Significativamente más se mantienen en cautiverio, reservas o programas de reproducción, quizás más de 100,000.
Hasta hace poco, la gacela de arena se consideraba una subespecie de la gacela persa (Gazella subgutturosa). Un estudio genético de 2010 estableció que era un linaje distinto, y ahora se considera una especie separada. Otros análisis genéticos informados en 2012 encontraron que la gacela de arena estaba estrechamente relacionada con dos gacelas del norte de África, la gacela de Cuvier (Gazella cuvieri) y el rhim (Gazella leptoceros), quizás incluso pertenecientes a una sola especie.